# Франческа Голсолл
Франческа Голсолл (англ. Fran Halsall, 12 квітня 1990) — британська плавчиня.
Учасниця Олімпійських Ігор 2008, 2012, 2016 років.
Чемпіонка світу з водних видів спорту 2015 року, призерка 2009, 2013 років.
Призерка Чемпіонату світу з плавання на короткій воді 2008, 2012, 2014 років.
Чемпіонка Європи з водних видів спорту 2006, 2008, 2010, 2014, 2016 років.
Переможниця Ігор Співдружності 2010, 2014 років, призерка 2006 року.